# Samba-Boungou
Samba-Boungou est une commune urbaine et rurale de la préfecture de la Haute-Kotto, en République centrafricaine. Elle est constituée des quartiers de Bria et d’une zone rurale étendue au nord de la ville. Elle doit son nom à deux cours d’eau du bassin de la rivière Kotto ; la Samba et la Boungou.

## Géographie
Située au centre-ouest de la préfecture de Haute-Kotto, la commune est limitrophe de la préfecture de la Ouaka.
|        | Ouadda        |         |
| Yéngou | Samba-Boungou | Yalinga |
|        | Daba-Nydou    |         |

## Villages
La commune compte 53 villages en zone rurale recensés en 2003 : Abakoumbou, Aigbando 1, Aigbando 2, Aigbando 3, Ayeba, Ayerokpo, Balekozo, Balenguere, Baligbi 1, Baligbi 2, Boulouba, Boungou 1, Boungou 2, Boungou-Ronde, Damalango 1, Damalongo 2, Daouga, Dongbatro, Gbaidou 1, Gbaidou 2, Gbaidou 3, Gbougbourou, Kombala, Koui-Na-Lo, Koupou, Koyassi 2, Kpessera, Mona Valentin, Mouka (1, 2), Mouscou, Ndara-Mi, Ndrassa, Ngoubi 1, Ngoubi 2, Ngouhoro, Ngoulekpa 1, Ngoulekpa 2, Ngoumbiri, Ngoumindou, Ngoungoa, Ngounza, Ngrengou Socalmine, Nzapa Mounambi, Orangou, Passoro 1, Passoro 2, Sans-Souci, Wata, Yagongue, Yangouakroa, Yangoudroundja, Yangougongue, Yangoumango.

## Éducation
La commune compte 29 écoles en 2013 : à Mouka, Damalango, Iramou, Yangou-Akora, Dounia, Ngoundja, Gbougbourou, Boungou-Ronde, Boungou 1, Boungou 2, Akpo, Balenguere, Ayi-Gbando et à Bria-Centre : Ngboga, Ngueremende, Yambélé, Yadélé, Salim Horlo, Barangbaké A à Bornou, Piya, Potomo, école catholique Saint Louis de Bria, Kapandja, Kongbo, Kpidou, Malick-Mbatra, Mangouloumba, Reby et Saint Victor Sans-Souci.